# Rusek (Hradec Králové)
Rusek – część miasta ustawowego Hradec Králové. Znajduje się w północnej części miasta. Mieszka tutaj na stałe około 300 osób.